# لغة الإشارة الخاصة بالأمريكيين السود
لغة الإشارة الخاصة بالأمريكيين السود (بالإنجليزية: Black American Sign Language)‏، واختصارًا باسل، هي إحدى أشكال أو لهجات لغة الإشارة في اللغة الإنجليزية الأمريكية. وهي لغة يتحدث بها غالبية ضعاف السمع أو الصم من الأفارقة المُقيمين في الولايات المتحدة الأمريكية. ونبع اختلاف لغة الإشارة هذه أساسًا من مبدأ التمييز العنصري الذي كان قائمًا في مدارس جنوب الولايات المتحدة. وكطبيعة الحال في المدارس آنذاك، فإن مدارس الصم أو ضعاف السمع كانت يتم تمييزها على أساس العرق أو اللون. كما ظهرت لغتان بين معشر الصم: لغة الصم البيض في المدارس المخصصة للأمريكيين البيض ولغة الصم السود في المدارس المخصصة للأمريكيين السود. ولكن لا تزال لغة الإشارة هذه الخاصة بالأمرييكين السود مُستخدمة في مدارس المناطق الجنوبية في الولايات المتحدة الأمريكية على الرغم من وقف التمييز العنصري في المدارس الأمريكية بأمر القانون منذ عام 1954.
ومن الناحية اللغوية، فإن لغة الإشارة لدى السود تختلف عن نظائرها الأخرى من أشكال لغة الإشارة في الإنجليزية الأمريكية على مستوى الأصوات والتراكيب والمفردات. تميل باسل إلى تمتعها بمساحة إشارات أكبر، مما يعني أن بعض العلامات يتم إنتاجها بعيدًا عن الجسم أكثر من اللهجات الأخرى. ويُفضل مُستخدمو لغة الإشارة هذه أنواع مُتباينة من الإشارات، بينما يميل مُستخدمو لغة الإشارة الأمريكية إلى استخدام إشارات يدِ واحدة، وهناك بعض الإشارات المُختلفة أيضًا في لغة الإشارة الخاصة بالأمريكيين السود، مع بعض المُقتبسات من الإنجليزية الأمريكية الأفريقية.

## التاريخ
حدد الواقع الاجتماعي التاريخي لعصر التمييز العزلة الجغرافية والعرقية للمُؤسسات التعليمية الداخلية للصم وضعاف السمع خلال الفترة ما بين القرن التاسع عشر وأوائل القرن العشرين، والذي أدى بدوره إلى تطوير لغة الإشارة الخاصة بالأمريكيين السود في الولايات الجنوبية والحدودية بعد نهاية الحرب الأهلية الأمريكية. وعلى الرغم من أن المدارس الحكومية الداخلية للأطفال الصم البيض كانت موجودة قبل بضعة عقود منذ انتهاء الحرب الأهلية وتم بها استخدام لغة الإشارة، إلا أن الأطفال السود الصم اقتصروا على أشكال لغة الإشارة الخاصة بهم.
كانت مدارس الصم يتم تمييزها على أساس العرق، وأُسست المدرسة الأمريكية للصم في عام 1817، وهي أول مدرسة للصم في الولايات المتحدة الأمريكية، ولكنها لم تقبل أي طلاب من السود حتى عام 1952، وقد اعترف القليل من المدارس التي تم إنشائها بالطلاب ذوي البشرة المُلونة. وبالنظر إلى قلة الفرص التعليمية للأطفال السود الصم، أسس بلات سنيكر عام 1856 مدرسة سنيكر للصم والبكم والمكفوفين ذوي البشرة المُلونة في نياجارا فولز في ولاية نيويورك، ووصف سنيكر مدرسته بأنها الأولى من نوعها في البلاد... مُضيفًا «نحن نستقبل فقط أولئك الذين رفُض قبولهم في جميع المُؤسسات الأخرى والذين تم احتقارهم بسبب لونهم». وانتقلت المدرسة إلى ترينتون بولاية نيوجيرسي في عام 1860، وبعد إغلاقها في عام 1866، لم تقم أي ولاية شمالية بإنشاء مُؤسسة للأطفال السود الصم، حتى بعد أن قامت تلك الولايات بحظر التمييز العنصري بحلول عام 1900، كان ذلك الدمج بين الطبقات؛ منقوصًا حيث سمحت بعض المُؤسسات للطلاب السود بالالتحاق بها بينما لم تسمح بعض المُؤسسات الأخرى بذلك.
بعد تأسيس ونجاح المدارس الأمريكية للصم، تم تأسيس العديد من المُؤسسات الأخرى الخاصة بالصم في جميع أنحاء البلاد، وبسبب وجود العزل والتمييز العنصري بالمدارس وخاصةً في الجنوب، قام العديد من الولايات الجنوبية بإنشاء مدارس أو أقسام للأطفال الصم من السود، وتم افتتاح أول مدرسة للأطفال السود الصم تحت خط ماسون ديكسون في مقاطعة كولومبيا في عام 1857، والتي ظلت تُعاني من التمييز العنصري حتى عام 1958، وكانت ولاية لويزيانا هي أخر ولاية جنوبية تم بها إنشاء مؤسسة للأطفال الصم السود وذلك في عام 1938.وأصبح للأطفال الصم السود مُجتمعهم اللغوي المُنعزل عن غيرهم من الأطفال الصم البيض، والذي كان يحتوي مُجتمعهم الدراسي على وسائل مُختلفة للتنشئة اللغوية مما سمح بتنمية اللهجات المُختلفة؛ وذلك بسبب امتياز تعليم الأطفال البيض على الأطفال السود بتطبيق طريقة لغة الشفاه، وهي الطريقة التعليمية البارزة في ذلك الوقت، إلا أنها لم تكن لتُطبق بشكل كافٍ على الطلاب السود الصم. ولأن الطرق الشفوية في كثير من الأحيان كانت تحظر استخدام لغة الإشارة، لذا كانت هناك المزيد من الفرص لدى الطلاب الصم السود لاستخدام لغة الإشارة الأمريكية بشكل أكثر من أقرانهم من الطلاب البيض، وبالرغم من القرار الصادر في قضية براون ضد مجلس التعليم في عام 1954، والذي أعلن عدم دستورية التمييز العنصري في المدارس العامة إلا أن الاندماج بين الطلاب الصم السود والبيض تم بشكل بطيء جدًا،  هذا ولم تكن مدارس الصم مُستثناه من ذلك، فقد تم عزلهم عنصريًا مرة أخرى في عام 1974، أي بعد مرور 24 عام من صدور القرار.
مع بدء حدوث الاندماج في المدارس، لاحظ الطلاب والمعلمون الاختلاف بين طرق الإشارة التي يستخدمها الطلاب السود والطلاب البيض. وتتذكر كارولين ماكاسكيل، وهي الآن أستاذة دراسات اللغة الإنجليزية وآدابها بجامعة جالوديت، ذلك التحدي المُتمثل في فهم اللهجة التي تستخدمها مُديرة المدرسة والمُدرسين البيض بعد أن تم الاندماج مع شباب تلك المدرسة المُنفصلة، قائلةً: «عندما بدأت في الذهاب إلى المدرسة لم أكن أفهم المُعلمة ولم تكن تفهمني؛ لأننا كنا نستخدم إشارات مُختلفة». وكان كارل كرونبرج هو أول من ناقش الاختلافات بين لغة الإشارة الخاصة بالأمريكيين السود والبيض، وذلك من خلال مُلحقه الخاص بنسخة قاموس لغة الإشارة الأمريكية لعام 1965، واستمر العمل بطريقة الأمريكيين السود باسل منذ ذلك الحين.
وبالاستمرار في تطور تعليم الصم وأبحاث لغة الإشارة، ازدادت القدرة على فهم لغة الإشارة الأمريكية، وبنشر قاموس هذه اللغة، بدأ الاعتراف بلغة الإشارة الأمريكية كلغة شرعية، وقد أدى القبول الهائل الذي لاقته لغة الإشارة هذه إلى توحيد وتنمية اللهجة القياسية، والتي تستند إلى الإشارات المُستخدمة بجامعة جالوديت، وعلى الرغم من هذا التوحد القياسي، فإن لغة الإشارة الأمريكية تحتوي على لهجات إقليمية مُميزة شبيهة بتلك المُستخدمة في اللغات المنطوقة.
وغالبًا كان يتم وصم اللهجات التي تختلف عن المعيار، وخاصةً تلك التي تتحدث بها المجموعات المُهمشة، وكلهجة غير نموذجية، فإن لغة الإشارة للأمريكين السود تُعتبر من اللغات الموصومة من قبل مُستخدمي لغة الإشارة، وتعتبر أقل شئنًا من لهجات لغة الإشارة الأمريكية البارزة. وقد أدى هذا الاختلاف في المكانة بمُتحدثي لغة باسل إلى استخدام اللهجة القياسية عند التحدث مع مجموعات مُختلفة من البشر، على الرغم من أن لغة باسل واضحة بشكل مُتبادل مع اللهجات الأخرى للغة الإشارة الأمريكية.
جدول الولايات التي تتواجد بها مدارس للصم
| الولاية            | تاريخ إنشاء مدارس للبيض | تاريخ إنشاء مدارس أو أقسام للسود | تاريخ الدمج |
| ------------------ | ----------------------- | -------------------------------- | ----------- |
| كنتاكي             | 1823                    | 1884 (قسم)                       | 1954–1960   |
| فرجينيا            | 1839                    | 1909                             | 1965        |
| كارولاينا الشمالية | 1845                    | 1868–1869                        | 1967        |
| تينيسي             | 1845                    | 1881 (قسم)                       | 1965        |
| جورجيا             | 1846                    | 1882                             | 1965        |
| كارولاينا الجنوبية | 1849                    | 1883 (قسم)                       | 1966        |
| أركنساس            | 1850/1867               | 1867                             | 1967        |
| لويزيانا           | 1852                    | 1938                             | 1978        |
| مسيسيبي            | 1854                    | 1882 (قسم)                       | 1965        |
| تكساس              | 1857                    | 1887                             | 1965        |
| واشنطن العاصمة     | 1857                    | 1857 (قسم)                       | 1958        |
| ألاباما            | 1858                    | 1868                             | 1968        |
| كانساس             | 1861                    | 1888 (قسم)                       | 1954        |
| ميزوري             | 1861                    | 1888 (قسم)                       | 1954        |
| ماريلند            | 1868                    | 1872                             | 1956        |
| فيرجينيا الغربية   | 1870                    | 1926                             | 1956        |
| فلوريدا            | 1885                    | 1885                             | 1865        |
| أوكلاهوما          | 1898                    | 1909 (قسم)                       | 1962        |

## السمات

غلاف كتاب للرباعي هيل وماكاسكيل وبايلي ولوكاس.

استندت السمات اللغوية المُميزة للغة الإشارة للأمريكين السود التي قام بتحليلها كل من جوزيف هيل وكارولين ماكاسكيل وروبرت بايلي وسيل لوكاس في مشروع لغة الإشارة للأمريكين السود إلى البيانات التي أنتجها جيلين مُختلفين من المُتفاعلين البيض والسود في الجنوب. اشتمل هذا التحليل على عدة عناصر مُحددة، من بينها استعمال إحدى اليدين وموقع الإشارة والمسافات المُحددة لتلك الإشارات واستخدام التكرار والاختلافات المعجمية ودمج اللغة الإنجليزية الأمريكية الأفريقية المنطوقة في لغة الإشارة الخاصة بالأمريكين السود.

### علم الأصوات

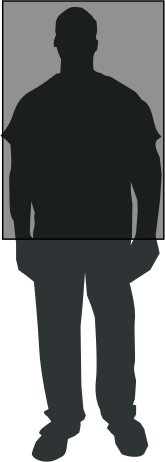
يُمثل المربع الرمادي المساحة المُثلى المعتادة للغة الإشارة الأمريكية، والتي من المُرجح ميل مُستخدمي لغة لإنتاج إشارات خارجها بشكل أكبر من غيره من مستخدمي لغة الإشارة.

بسؤال العديد من مُستخدمي لغة الإشارة الجنوبيين، قاموا بسرد القصص مُتداولة تُوضح الاختلافات بين لغة الإشارة التي يستخدمها السود عن تلك التي يستخدمها البيض. وتحولت هذه الاختلافات فيما بعد سمات تُميز علم الأصوات المستخدم في لغة باسل، ومن بين تلك القصص من أدعى أن لغة الإشارة التي يستخدمها السود كانت المسافات المُستخدمة بها أكبر واستخدمت فيها كلتا اليدين بشكل أكبر، وبالتحقق من تلك القصص وجدوها على قدر كبير من الترابط.
عند مُقارنة تلك الإشارات التي يستخدمها السود لتشكيل الكلمات بتلك التي يستخدمها البيض، وُجد أن السود كانوا أكثر مُرونة وانطلاقًا في الخروج عن المسافات المُحددة لتلك الإشارات، كما أنهم كانوا يستخدمون كلتا اليدين في ذلك. فالتعبير عن الأحوال مثلًا يتم باستخدام إشارات أطول، في حين أن الأشكال الأقل وضوحًا كالضمائر وأسماء الإشارة والأفعال البسيطة والأسماء لم تكن تتعدى المسافات المُحددة للإشارات الخاصة بها. وكانت هناك قيود مُنظِمة لإنتاج تلك الإشارات باستخدامهم كلتا اليدين بطريقة أكبر من استخدامهم ليد واحدة. فعندما يكون من المُمكن التعبير عن إشارة مُعينة باستخدام يد واحدة أو باستخدام اليدين معًا، يُلاحظ أن مُستخدمي الإشارة من السود غالبًا يستطيعون أن يأتوا بالبديل الذي يتناسب مع الإشارة التالية له؛ فإذا كانت العلامة التالية تتشكل باستخدام اليدين معًا، سيكون الاحتمال الأكبر هو إنتاج بديل باستخدام كلتا اليدين، وكذلك في حالة ما إذا كانت العلامة تتشكل بيد واحدة فسيكون من المُحتمل إنتاج بديل بيد واحدة، وبالرغم من ذلك فإن تشكيل الكلمات باستخدام يد واحدة، حتى في البلاد التي تُفضل ذلك، لم يتجاوز 50% من نسبة استخدام اليدين معًا.
يميل مُستخدمو لغة باسل إلى استخدام بدائل أقل من الإشارات التي يتم إنتاجها على جانب الجبين حيث تصل الإشارة للخد، وفي الغالب يتم إنتاج تلك الإشارة بوضع أصبع اليد على الصدغ، ما بين العنق والأذن، وهي مفرودة وعندما تخفض أصابعك فإنها تلامس الوجنة. كما أظهرت الأبحاث، في وقت مُبكر، أن مُستخدمي لغة باسل يستخدمون هذه الأشكال المُنخفضة بمعدل 53% وتكون أكثر قيدًا عند التعبير عن الاستخدامات النحوية. ويُعد الموضع السابق لتشكيل تلك الإشارات المُنخفضة ظرفًا آخرًا من الظروف المُحيطة والمُهيئة لإنتاجها؛ فعلى سبيل المثال، إن الإشارات التي يتم إنتاجها أمام الجسم تُؤدي إلى إنتاج بديل هجائي أدنى من الإشارات، بينما تلك التي تنتُج بوضع الأصابع على الرأس هي سبب تفضيل مُستخدمي لغة الإشارة الأشكال غير المُنخفضة من الإشارات.

### بناء الجملة
بخلاف لغة الإشارة الأمريكية، تسمح لغة الإشارة الخاصة بالأمريكيين السود باستخدام الإشارات النحوية بشكل مُتكرر. ففي دراسة أجرتها مكاسكيل على 26 شخص من مُستخدمي لغة الإشارة، 13 منهم من البيض و13 من السود، كان لدى المُستخدمين السود 57 حالة من التكرار مُقارنةً بوجود 19 حالة فقط لدى البيض، فيما استخدم شخص واحد فقط 18 حالة منهم. ويُعتبر استخدام التكرار في لغة باسل تداوليًا أكثر من كونه طريقة لتوضيح المعنى. وفي دراسة قام بإجرائها ميلاني ميتزجر وسوزان ماث في عام 2004، لاحظوا استخدام الذكور السود للحركات المُبنية أكثر من الذكور البيض في حالة الحوار المبني أو بدونه، ولكنهم لم يقوموا أبدًا باستخدام حوارًا مبنيًا بذاته، غير أن تلك النتائج لم يتم إعادة إنتاجها في دراسة لاحقة لماكاسكيل عن الحركات والحوار المبني، والتي تُبين أن المُستخدمين السود الذكور لم يقوموا باستخدام الحوار المبني فقط، وإنما قاموا باستخدامه بشكل مُتكرر أكثر من البيض.

### الاختلاف المُعجمي
لُوحظ الاختلاف المعجمي بين لغة باسل واللهجات المُختلفة للغة الإشارة الأمريكية لأول مرة في قاموس لغة الإشارة الأمريكية. وفي دراسة لاحقة لـ34 علامة معجمية، وُجد أن مُستخدمي لغة الإشارة من السود يملكون 28 علامة لا يعرفها غيرهم من البيض. ومن المُرجح أن يكون مُستخدمو الإشارة الأكبر سنًا أكثر استخدامًا لتلك العلامات المُختلفة من الأصغر سنًا، وتُشير مُعظم الإشارات التي تم تطويرها في مدارس مُنفصلة خاصة بالسود من الصم إلى ما يجري بالحياة اليومية، ويستعمل مستخدمي لغة باسل الأصغر سنًا تلك الأشكال المُختلفة بشكل أقل من الأكبر سنًا منهم، وبالسؤال عن مُستخدمي تلك العلامات المُبتكرة من السود، وُجد أنهم هم الأكثر استخدامًا لها.

#### الاقتباس من اللغة الإنجليزية العامية للأمريكيين الأفارقة
ظهرت مجموعة من الأعمال التي تبحث في أوجه التشابه بين لغة الإشارة الخاصة بالأمريكيين السود واللغة العامية الإنجليزية للأفارقة الأمريكان، فكلتاهما من التنويعات اللغوية التي تتميز المُجتمعات الأمريكية الأفريقية باستخدامها. في 1998، قام جون لويس بالتحقيق في دمج جوانب اللغة العامية الإنجليزية بلغة باسل، وذكر أنه من خلال قيام أحد مُستخدمي لغة الإشارة السود بسرد بعض القصص التفاعلية، لاحظ أنه كانت هناك تحولات إيبونية، والتي تميزت بالتغير في الوضع والإيقاع ودمج حركة الرأس جنبًا إلى جنب، واستنتج من ذلك أن جودة طريقة السرد باستخدام الغناء تلك كانت مُرتبطة بأسلوب الإيبونكس. ولم يتم إعادة إنتاج تلك النتيجة بواسطة ماكاسكيل، والتي نسبتها إلى طبيعة حركات الكلام؛ فقد قام لويس بتحليل حدث روائي، بينما استخدمت ماكاسكيل البيانات الطبيعية أو المُستنبطة. ولُوحظ استعارة مُستخدمي لغة باسل في الأطفال دون سن الثالثة لبعض المُفردات، والذي من المُرجح أن يكون ناتجًا عن التقدم في وسائل الإعلام، وبالتالي سيُصبح مُستخدمو الإشارة الأصغر سنًا مُتصلين أكثر بلغة الإيبونكس من خلال الأفلام والتليفزيون والإنترنت.
بسؤالهم عن السمات المميزة لإشاراتهم، مال مُستخدمو لغة الإشارة من الصم السود إلى تحديد عدد من التعابير المُستعارة من اللغة العامية الإنجليزية للأفارقة الأمريكان، وقد تم تمثيل بعض الترجمات الحرفية مثل «أنا أشعر أنك» أو «من فضلك يا فتاة» باستخدام الطريقة القياسية، ولكنها تحمل معاني مُختلفة عن التفسير الحرفي لها. وعدلت الكلمات الدخيلة الأخرى الإشارات الموجودة بالفعل مثل «توقف عن التعثر»، والتي أخذت الشكل اليدوي المنحنى «V» ونقلته إلى الرأس للإشارة إلى معنى جديد وهو «توقف عن تخيل الأشياء».